# Gare d’Abbeville
Gare d’Abbeville vasútállomás Franciaországban, Abbeville településen.

## Vasútvonalak
Az állomást az alábbi vasútvonalak érintik:
- Abbeville-Eu-vasútvonal
- Longueau–Boulogne-vasútvonal

## Kapcsolódó állomások
A vasútállomáshoz az alábbi állomások vannak a legközelebb:
- Gare de Noyelles
- Gare de Quesnoy-le-Montant
- Gare de Pont-Rémy
- Gare de Feuquières - Fressenneville
- Gare de Saint-Roch
- Gare d’Amiens